# 河上君榮
河上 君榮（かわかみ きみえ、1907年1月30日 - 没年不詳）は、日本の女優である。新漢字表記河上 君栄。本名川上 高江（かわかみ たかえ）、旧芸名光村 貴美子（みつむら きみこ、光村 きみ子とも）、河上 君江、河上 君枝と表記されることもある。

## 人物・来歴
1907年（明治40年）1月30日、愛媛県松山市に生まれる。
同市内にある旧制・松山市裁縫女学校を卒業するとともに京都に移り、満17歳となった1924年（大正13年）7月、日活大将軍撮影所に置かれた関根達発の研究所の研究生として入社する。「光村 貴美子」の名で脇役出演を始め、満18歳になった1925年（大正14年）11月12日に公開された『愛国の血刃』（監督高橋寿康）に出演して、認められるようになり、1926年（大正15年）4月1日に公開された『実録忠臣蔵 天の巻 地の巻 人の巻』（監督池田富保）では大野群右衛門の妻に抜擢されたが、端役が続き、同年9月には同社を退社、同年10月1日、関根達発の紹介により牧野省三のマキノ・プロダクションに移籍、「河上 君榮」と改名し、関根主演の『勝てば官軍』（監督富沢進郎）で相手役に抜擢されて再デビューを果たした。
1929年（昭和4年）7月25日には、牧野省三が亡くなり、同年9月にマキノ正博を核とした新体制が発表になると、河上は、マキノ智子、松浦築枝、岡島艶子、大林梅子、生野初子、櫻木梅子、三保松子、泉清子、都賀静子、北岡よし江、住乃江田鶴子、別所ます江らとともに「俳優部女優」に名を連ねた。1930年（昭和5年）3月14日・4月4日にそれぞれ公開された『日本巌窟王 前篇』『日本巌窟王 後篇』（監督中島宝三）に出演したのを最後に同社を退社、松竹下加茂撮影所に移籍した。やがてサイレント映画の時代は終わるが、河上は、同撮影所でトーキーの時代を迎え、引き続き出演した。『一九三三年版 オール松竹俳優名鑑』によれば、1933年（昭和8年）、満26歳のときには、身長5尺6寸（169.7センチメートル）の長身であり、体重12貫300匁（45.9キログラム）、趣味は日本舞踊、裁縫、生け花であると記されている。戦前の出演記録は、1940年（昭和15年）8月8日に公開された『縁結び高田馬場』（監督小坂哲人）が最後である。
第二次世界大戦後も、松竹京都撮影所に所属し、もっぱら脇役・端役ではあるが、溝口健二や伊藤大輔の作品に出演した。満51歳になった1959年（昭和34年）2月10日に公開された『伝七捕物帖 女肌地獄』（監督酒井欣也）に出演して以降の記録がみられない。以降の消息も不明である。没年不詳。

## フィルモグラフィ

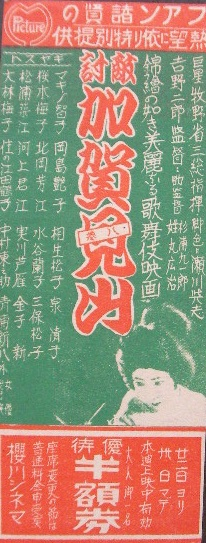
『敵討加賀見山』（1929年）公開時のチラシ、「河上君江」の名が確認できる。図柄はマキノ智子。

クレジットはすべて「出演」である。公開日の右側には役名、および東京国立近代美術館フィルムセンター（NFC）、マツダ映画社所蔵等の上映用プリントの現存状況についても記す。同センターなどに所蔵されていないものは、とくに1940年代以前の作品についてはほぼ現存しないフィルムである。資料によってタイトルの異なるものは併記した。

### 日活大将軍撮影所
すべて製作は「日活大将軍撮影所」、配給は「日活」、すべてサイレント映画、特筆以外すべて「光村貴美子」名義である。
- 『荒木又右衛門』 : 監督池田富保、1925年11月1日公開 - 芸者妻八 （「光村きみ子」表記）
- 『愛国の血刃』 : 監督高橋寿康、1925年11月12日公開 - 娘蘭子
- 『虚無僧』 : 監督波多野安正、1925年製作・1926年1月22日公開 - おみよ （「光村きみ子」表記）
- 『実録忠臣蔵 天の巻 地の巻 人の巻』 : 監督池田富保、1926年4月1日公開 - 郡右衛門の妻
- 『姫小姓弥源太』 : 監督中山呑海、1926年6月8日公開[1]
- 『水戸黄門』 : 監督池田富保、1926年10月15日公開[1]
- 『増補改訂忠臣蔵 天の巻 地の巻 人の巻』 : 監督池田富保、1927年9月1日公開 - 郡右衛門の妻

### マキノプロダクション御室撮影所
すべて製作は「マキノプロダクション御室撮影所」、配給は「マキノ・プロダクション」、特筆以外すべてサイレント映画、特筆以外は「河上君榮」（河上君栄）の表記である。
- 『勝てば官軍』 : 監督富沢進郎、1926年10月29日公開 - おとよ[1]
- 『照る日くもる日 第一篇』 : 総指揮マキノ省三、監督二川文太郎、1926年11月7日公開 - 娘お妙
- 『照る日くもる日 第二篇』 : 総指揮牧野荘造（マキノ省三）、監督二川文太郎、1926年11月26日公開 - 娘お妙
- 『照る日くもる日 第三篇』 : 総指揮マキノ省三、監督中島宝三、1926年12月15日公開 - 娘お妙
- 『おりゃんこ半次』 : 指揮マキノ荘造（マキノ省三）、監督井上金太郎、1927年1月5日公開 - 与力の娘寿々江
- 『成り上り者』 : 監督金森万象、1927年1月10日公開
- 『心中雲母阪』（『心中雲母坂』[8]） : 指揮マキノ省三、監督井上金太郎・橋本栄一、1927年3月18日公開 - 佐々木の妻お俊（主演）
- 『漂泊の人』[7][8]（『漂白の妻』[8]） : 監督富沢進郎、1927年3月18日公開 - 主演
- 『照る日くもる日 第四篇』 : 監督人見吉之助、1927年4月7日公開 - 娘お妙
- 『剃刀』 : 監督曾根純三、1927年5月6日公開 - 主演
- 『万花地獄 第一篇』 : 指揮マキノ省三、監督中島宝三、1927年5月6日公開 - 娘お吟、『萬花地獄』題・1分の断片が現存（NFC所蔵[13]）
- 『万花地獄 第二篇』（『萬花地獄 第二篇』[8]） : 総指揮マキノ省三、監督中島宝三、1927年6月10日公開 - 娘お吟、『萬花地獄』題・1分の断片が現存（NFC所蔵[13]）
- 『道中悲記』 : 総指揮マキノ省三、監督井上金太郎、1927年6月17日公開 - 女中
- 『万花地獄 第三篇』 : 監督中島宝三、1927年7月8日公開 - お吟、『萬花地獄』題・1分の断片が現存（NFC所蔵[13]）
- 『いろは仮名四谷怪談 後篇』 : 監督井上金太郎、1927年7月22日公開 - お花
- 『闇をゆく者』 : 監督富沢進郎、1927年8月5日公開 - 主演
- 『アイヌの娘』 : 指揮マキノ省三、監督中島宝三、1927年8月26日公開 - 妹メアリー
- 『砂絵呪縛 第一篇』 : 総指揮マキノ省三、監督金森万象、1927年9月8日公開 - 娘露路、第一篇・第二篇が87分尺で現存（NFC所蔵[16]）
- 『砂絵呪縛 第二篇』 : 総指揮マキノ省三、監督金森万象、1927年9月8日公開 - 娘露路、同上[16]
- 『万花地獄 第四篇』（『萬花地獄 第四篇』[8]） : 監督中島宝三、1927年9月23日公開 - お吟、『萬花地獄』題・1分の断片が現存（NFC所蔵[13]）
- 『任侠二刀流 第一篇』 : 監督高見貞衛、1927年11月11日公開 - お絹
- 『砂絵呪縛 終篇』 : 監督金森万象、1927年12月15日公開 - 娘露路
- 『任侠二刀流 第二篇』 : 監督高見貞衛、1927年12月15日公開 - お絹
- 『三日大名』 : 監督押本七之助、1928年1月15日公開
- 『任侠二刀流 終篇』 : 監督高見貞衛、1928年2月10日公開 - お絹
- 『返り討以上』（『返り討ち以上』[8]） : 監督金森万象、1928年2月17日公開
- 『万花地獄 第五篇』（『萬花地獄 第五篇』[8]） : 監督押本七之助、1928年3月1日公開 - お吟、『萬花地獄』題・1分の断片が現存（NFC所蔵[13]）
- 『忠魂義烈 実録忠臣蔵』 : 総指揮・監督マキノ省三、監督補秋篠珊次郎（井上金太郎）、1928年3月14日公開 - 吉良の侍女妙香、78分尺で現存（NFC所蔵[17]）
- 『首斬地蔵』（『首切地蔵』[8]） : 監督中島宝三、1928年6月1日公開 - 妹お六
- 『噫山東』 : 監督吉野二郎、1928年6月29日公開 - 妹お芳
- 『蹴合鶏』 : 総指揮マキノ省三、監督マキノ正博、1928年6月29日公開 - 曲淵の妻文代
- 『鬼神 前篇』 : 指揮マキノ省三、監督押本七之助、1928年7月13日公開
- 『白龍踊る 第一篇』（『白竜躍る 第一篇』[8]） : 監督中島宝三、1928年8月15日公開
- 『白龍踊る 第二篇』（『白竜躍る 第二篇』[8]） : 監督中島宝三、1928年9月7日公開
- 『白龍踊る 第三篇』（『白竜躍る 第三篇』[8]） : 監督中島宝三、1928年9月28日公開 - 桔梗
- 『かわいさうな大九郎』 : 監督松田定次、1928年12月13日公開 - 役名不明、34分尺で現存（NFC所蔵[13]）
- 『浪人街 第二話 楽屋風呂 第一篇』 : 監督マキノ正博、1929年1月15日公開 - 妻お蒔、『浪人街 第二話 樂屋風呂』題・77分尺で現存（NFC所蔵[18]）
- 『敵討加賀見山』 : 監督吉野二郎、1929年1月25日公開 - 沖の江
- 『水戸黄門 東海道篇』 : 総指揮マキノ省三、監督中島宝三、1929年2月1日公開 - お絹
- 『浪人街 第二話 楽屋風呂 解決篇』 : 総指揮マキノ省三、監督マキノ正博、1929年2月8日公開 - 妻お蒔、第一篇と同[18]
- 『大化新政』 : 総監督マキノ省三、監督補助二川文太郎・稲葉蛟児・金森万象・マキノ正博・松田定次・中島宝三・押本七之助・吉野二郎、1929年3月1日公開 - 舞姫 千穂 （「河上君江」表記）
- 『君恋し』 : 監督川浪良太、1929年3月8日公開 - 礼子 （「河上君江」表記）
- 『豊大閤 足軽篇』 : 総指揮マキノ省三、監督中島宝三、1929年3月21日公開 - おやえ （「河上君江」表記）
- 『後の水戸黄門』 : 指揮マキノ省三、監督中島宝三、1929年5月17日公開 - お絹 （「河上君江」表記）
- 『生れぞこなひ』（『生れそこなひ』[8]） : 監督押本七之輔（押本七之助）、1929年6月21日公開
- 『怪異千姫狂乱』（『千姫狂乱』[8]） : 監督中島宝三、1929年7月5日公開 - 佐分利の娘お初
- 『戻橋』 : 監督マキノ正博、レコード式トーキー、1929年7月5日公開 - 女
- 『弥次喜多 第四篇』 : 監督吉野二郎、1929年8月8日公開
- 『西南戦争』 : 総指揮マキノ省三、監督中島宝三、1929年10月4日公開 - お千代
- 『怪炎』 : 監督押本七之輔（押本七之助）、1929年製作・公開
- 『変幻女六部』 : 監督吉野二郎、1930年3月7日公開 - 妹お芳 （「河上君枝」表記）
- 『日本巌窟王 前篇』 : 監督中島宝三、1930年3月14日公開 - お糸 （「河上君枝」表記）
- 『日本巌窟王 後篇』 : 監督中島宝三、1930年4月4日公開 - お糸 （「河上君枝」表記）

### 松竹下加茂撮影所
特筆以外はすべて製作は「松竹下加茂撮影所」、配給は「松竹キネマ」、特筆以外はすべてサイレント映画、特筆以外は「河上君榮」（河上君栄）の表記である。
- 『松平長七郎』 : 監督星哲郎、1930年6月26日公開 - 女賊 夜嵐おきぬ
- 『焔』 : 監督古野英治、1930年7月29日公開 - 役名不明 （「河上君江」表記）
- 『甘酒屋甚九郎』 : 監督渡辺哲二、1930年8月15日公開 - 役名不明 （「河上君江」表記）
- 『勝鬨』 : 監督冬島泰三、1930年12月19日公開 - 役名不明 （「河上君江」表記）
- 『火華の勘八』 : 監督広瀬五郎、1930年12月31日公開 - 役名不明 （「河上君江」表記）
- 『彼は復讐を忘れたか』 : 監督星哲六、1931年3月20日公開 - 役名不明 （「河上君江」表記）
- 『河童又介』 : 監督広瀬五郎、1931年4月3日公開 - 役名不明 （「河上君江」表記）
- 『黎明以前』 : 監督衣笠貞之助、1931年5月5日公開 - おいらん
- 『十六夜清心』 : 監督犬塚稔、1931年5月12日公開
- 『かごや大納言』 : 監督二川文太郎、1931年7月15日公開 - おいらん高砂
- 『血煙やくざ音頭』 : 監督星哲六、1931年9月11日公開 - 役名不明 （「河上君江」表記）
- 『まぼろし峠 江戸篇』 : 監督古野英治、製作市川右太衛門プロダクション、配給松竹キネマ、1931年9月16日公開 - 花魁大和
- 『まぼろし峠 東京篇』 : 監督古野英治、製作市川右太衛門プロダクション、配給松竹キネマ、1931年9月24日公開 - 花魁大和、12分尺の断片のみ現存（NFC所蔵[19]）
- 『さんど笠』 : 監督志波西果、製作市川右太衛門プロダクション、配給松竹キネマ、1931年10月24日公開 - 新三の女房お美代
- 『銭形平次捕物控 振袖源太』 : 監督広瀬五郎、1931年11月1日公開 - 役名不明 （「河上君江」表記）
- 『侠勇三馬鹿烏』 : 監督渡辺哲二、1931年11月14日公開 - 小紫 （「河上君江」表記）、11分尺で現存（NFC所蔵[13]）
- 『遠山の金さん』 : 監督秋山耕作、1931年製作・公開[1][8]
- 『陸軍大行進』 : 監督清水宏・佐々木康・石川和雄・松井稔・井上金太郎・渡辺哲二、製作松竹蒲田撮影所・松竹下加茂撮影所、配給松竹キネマ、サウンド版、1932年5月6日公開 - 浚はれた娘 （「河上君江」表記）、『勅諭下賜五十年記念 陸軍大行進』題・20分尺で現存（NFC所蔵[13]）
- 『明暗旅合羽』 : 監督星哲六、1932年10月6日公開 - 役名不明 （「河上君江」表記）
- 『三万石』 : 監督白井戦太郎、製作市川右太衛門プロダクション、配給松竹キネマ、1932年11月3日公開
- 『情熱旅のこがらし』 : 監督星哲六、1932年11月17日公開
- 『忠臣蔵 前篇 赤穂京の巻』 : 監督衣笠貞之助、1932年12月1日公開 - 芸者信香、『大忠臣蔵』・総集篇139分尺で現存（NFC所蔵[13]）
- 『忠臣蔵 後篇 江戸の巻』 : 監督衣笠貞之助、1932年12月1日公開 - 芸者信香、同上[13]
- 『春秋やくざ双六』 : 監督渡辺哲二、1933年3月1日 - 対馬守奥方
- 『天一坊と伊賀亮』 : 監督衣笠貞之助、1933年4月13日公開 - 巫女
- 『返り討崇禅寺馬場』 : 監督秋山耕作、1933年6月30日公開 - 三人の母かよ
- 『二つ燈籠』 : 監督衣笠貞之助、1933年7月13日公開 - おもん
- 『天明旗本傘 前篇 紅涙の巻』 : 監督二川文太郎、1933年12月14日公開 - 母浦
- 『天明旗本傘 後篇 晴れる日の巻』 : 監督二川文太郎、1934年1月26日公開 - 母浦
- 『高原の虹』 : 監督星哲六、1934年2月22日公開
- 『夜襲本能寺』 : 監督冬島泰三、サウンド版、1934年3月8日公開
- 『愁風宴 後篇 霽月の巻』 : 監督秋山耕作、サウンド版、1934年12月13日公開
- 『東海の顔役』 : 監督中川信夫、製作市川右太衛門プロダクション、配給松竹キネマ、サウンド版、1935年2月28日公開 - お和歌
- 『勤王飛脚』 : 監督二川文太郎、サウンド版、1935年5月24日公開 - お俊
- 『木曾の紅笠』 : 監督大曾根辰夫、サウンド版、1936年1月15日公開
- 『仁義ひとすじ道』（『仁義ひとすぢ道』[20]） : 監督中村敏郎、トーキー、1937年3月25日公開 - 役名不明、53分尺で現存（NFC所蔵[20]）
- 『百噺丑満刻』 : 監督冬島泰三・大曾根辰夫・古野英治・岩田英二、トーキー、1937年7月8日公開
- 『黒田誠忠録』 : 監督衣笠貞之助、トーキー、1938年6月17日公開 - 更科
- 『奴銀平』 : 監督大曾根辰夫、トーキー、1938年10月27日公開 - 畳屋の内儀お亀 （「河上君江」表記）
- 『縁結び高田馬場』（『縁結び高田の馬場』[13]） : 監督小坂哲人、トーキー、1940年8月8日公開 - 料亭の女中、53分尺で現存（NFC所蔵[13]）

### 松竹京都撮影所
製作は「松竹京都撮影所」、配給は「松竹」、すべてトーキーである。
- 『歌麿をめぐる五人の女』 : 監督溝口健二、1946年12月15日公開 - 松波太夫 （「河上君枝」表記）、95分尺で現存（NFC所蔵[13]）
- 『わが恋は燃えぬ』（『我が戀は燃えぬ』[13]） : 監督溝口健二、1949年2月15日公開 - 女囚、84分尺で現存（NFC所蔵[13]）
- 『乙女の性典』 : 監督大庭秀雄、1950年3月19日公開 - 女教師A （「河上君江」表記）
- 『帰郷』（『歸郷』[13]） : 監督大庭秀雄、1950年11月25日公開 - 役名不明、105分尺で現存（NFC所蔵[13]）
- 『おぼろ駕籠』 : 監督伊藤大輔、1951年1月15日公開 - 子規庵仲居、97分尺で現存（NFC所蔵[13]）
- 『大江戸五人男』 : 監督伊藤大輔、1951年11月22日公開 - 桟敷の腰元、132分尺で現存（NFC所蔵[13]）
- 『治郎吉格子』 : 監督伊藤大輔、1952年2月22日公開 - お組、100分尺で現存（NFC所蔵[13]）
- 『流転』（『流轉』[13]） : 監督大曾根辰夫、1956年4月25日公開 - 笹屋の仲居、94分尺で現存（NFC所蔵[13]）
- 『伝七捕物帖 女肌地獄』 : 監督酒井欣也、1959年2月10日公開 - 仲人 （「河上君江」表記）